# Platy
Platy (Xiphophorus maculatus) är en art i familjen levandefödande tandkarpar och förekommer naturligt i Mexiko och söderut till Belize. Arten är en mycket vanlig akvariefisk, kanske den mest köpta. Helt renrasig platy är dock i stort sett omöjlig att få tag på i zoohandeln, istället säljs fertila korsningar mellan platy och svärdbärare. 
Hanen anses bli 5 cm som fullvuxen medan honan når 6 cm. Temperatur inom intervallen 18°-25° C och ett pH mellan 7,0 och 8,5 rekommenderas.
Som alla levandefödande tandkarpar föder platy levande ungar. Mer exakt kläcks äggen inne i honan omedelbart före "födseln", så det är inte fråga om äkta födande utan så kallad ovovivipari. Dräktighetstiden löper om fem veckor, och kullarna brukar uppgå till 20–110 yngel om honan är i god kondition. Den ansenliga skillnaden i storlek på kullarna kan bland annat härledas till förekomsten av predatorer: där det finns många rovdjur blir kullarna stora, ynglen föds dock relativt små. Under förhållanden där det är mera ont om predatorer blir kullarna mindre, men å andra sidan föds ynglen större och mer välutvecklade. På så vis överlever ungefär lika många yngel ur varje kull till könsmogen ålder, oavsett kullens storlek, trots att den procentuella skillnaden överlevande varierar stort mellan kullarna. Andra faktorer såsom vattentemperatur och honans ålder kan också inverka avgörande på kullarnas storlek. Hos akvarieuppfödda exemplar uppgår kullarna oftast till omkring 40–50 yngel. Det är ganska lätt att se skillnad på könen, honorna är ofta större och något rundare. Den tydligaste könsskillnaden är emellertid att fenstrålarna i könsmogna hanars analfena är ombildad till ett spetsigt fortplantningsorgan, ett så kallat gonopodium, medan honorna har en normalt formad analfena.
I likhet med släktingen svärdbärare är den lättodlad, men är inte riktigt lika produktiv. Den passar i de flesta så kallade sällskapsakvarier. Ett lämpligt akvarium bör innehålla en hel del växter. Den behöver en stor andel vegetabilisk föda för att trivas, och äter gärna en del alger. Man kan även med fördel mata med bitar av squash, kokta gröna ärtor, förvälld bladspenat eller särskilt vegetabiliskt fiskfoder som finns att köpa i zoohandeln.
Platyn förekommer i en mängd framavlade odlingsvarianter som ifråga om färger och fenornas utformning skiljer sig mycket från den i naturliga. De flesta bär olika kombinationer av gult, rött och svart, men det finns odlingsvarianter i nästan alla färger. Ibland är fiskar odlade i Asien ömtåliga, de europaodlade håller oftast högre kvalitet. Dessa har svårighetsgraden 1.

## Exempel på odlingsvarianter
- Blue sky-platy
- Coffee-platy
- Gul wagtail
- Hamburger-platy
- Neon Tuxedo Platy
- Korallplaty
- Kometplaty
- Lyrstjärtsplaty

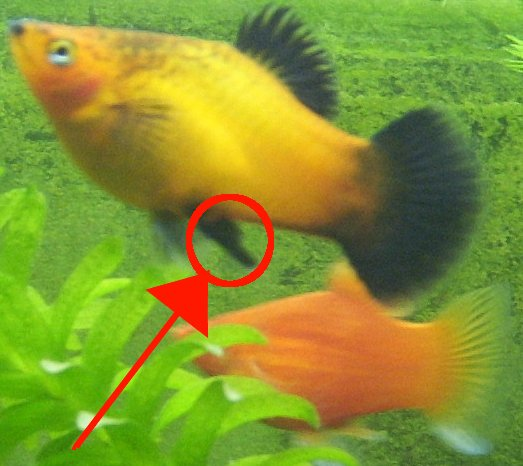
Gul wagtail-hane, med gonopodium markerat med ring. I bakgrunden en hane av röd platy, med antydan till svärd i den nedre kanten av stjärtfenan. Detta är ett resultat av inkorsning med svärdbärare.
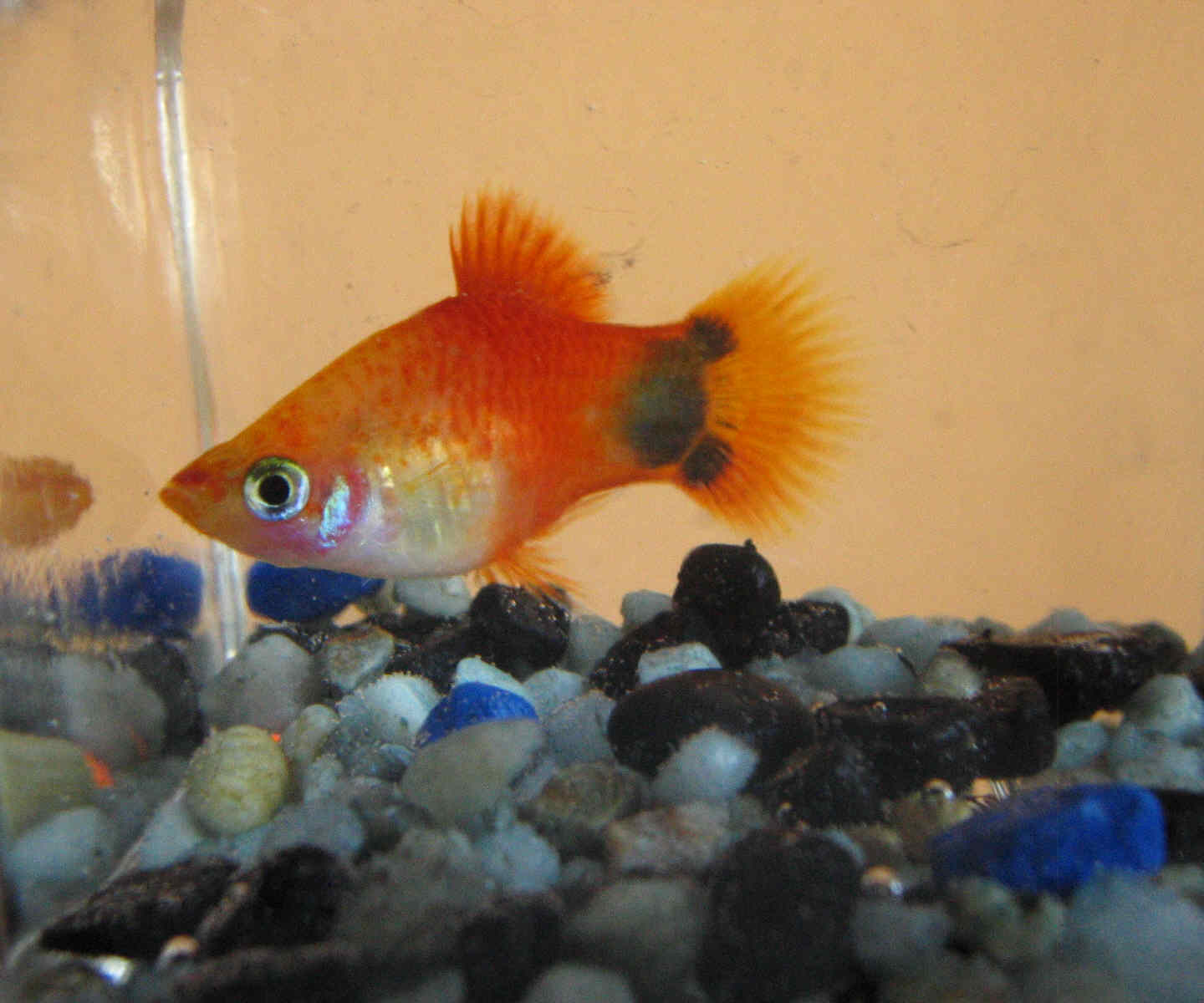
Musse Pigg-platy
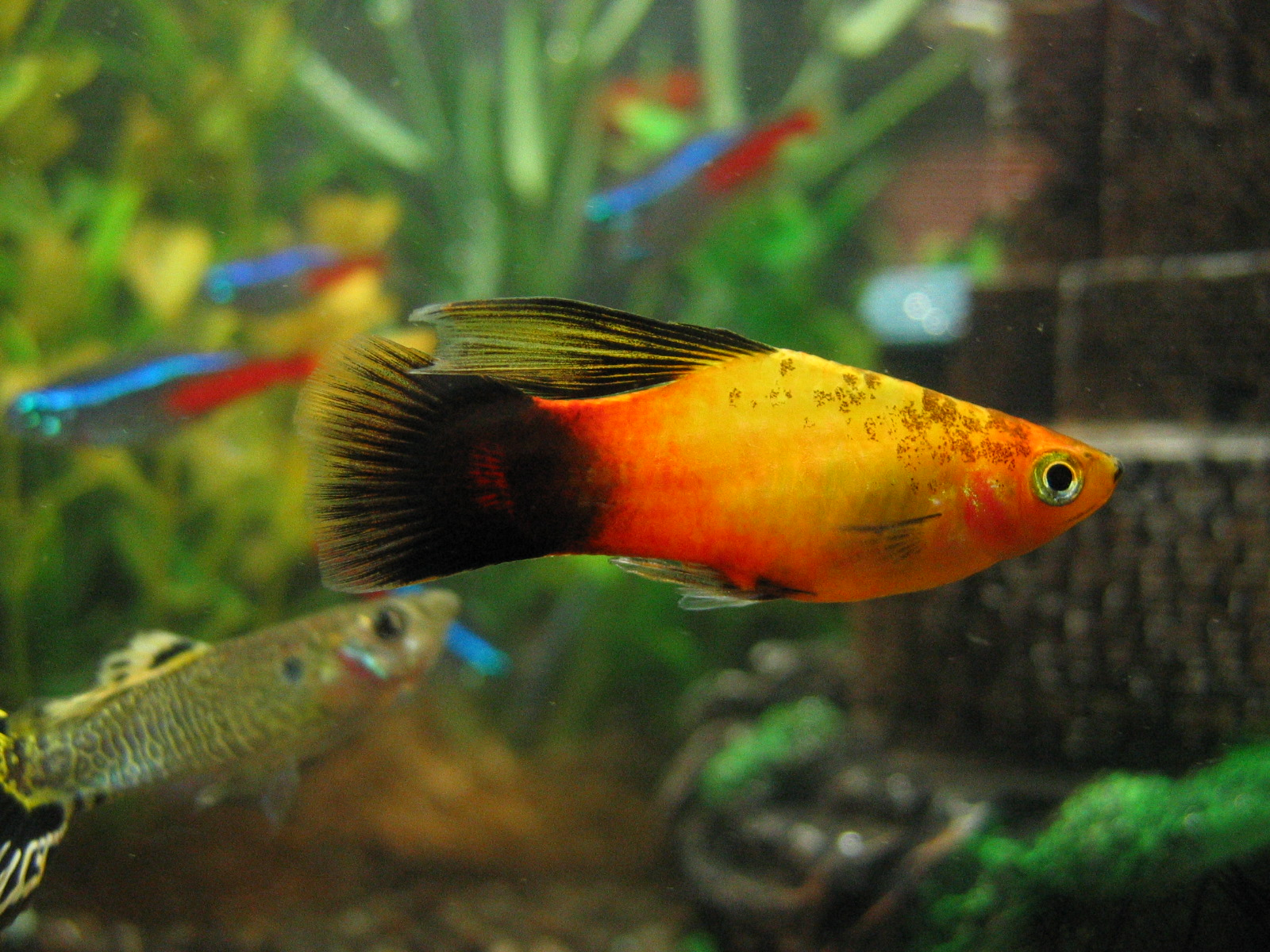
Hane av lyrstjärtsplaty. (Nedan till vänster en hane av guppy med så kallad ormskinnsmönstring. I bakgrunden ett stim neontetror.)]

- Peppar-och-salt-platy
- Röd platy
- Röd tuxedo
- Röd wagtail
- Sunsetplaty